# Sanziniinae
Sanziniinae es una subfamilia de serpientes constrictoras de la familia Boidae que contienen cuatro especies endémicas de la isla de Madagascar. Se puede considerar que las especies del género Acrantophis son boas terrícolas mientras que las del género Sanzinia son arborícolas.

## Especies
Contiene dos géneros:
- Acrantophis - Jan, 1860
  - Acrantophis dumerili (Jan, 1860) - Boa de Dumeril[2]
  - Acrantophis madagascariensis (Deméril & Bibron, 1844) - Boa de Madagascar meridional[3]
- Sanzinia - Gray, 1849
  - Sanzinia madagascariensis, Boa arborícola de Madagascar[4]
  - Sanzinia volontany, Boa de Nosy Komba